# Markus Becker (Footballspieler)
Markus Becker (* 11. März 1963 in Bottrop) ist ein ehemaliger deutscher Footballspieler. Er spielte auf der Position des Runningbacks für die Düsseldorf Panther in der Nordwestdeutschen Football Liga (NFL) und in der German Football League (GFL) des AFVD.

## Karriere
Nachdem Markus Becker schon fünf Jahre bei der KLG Düsseldorf Kajak fuhr, wechselte er 1978 im Alter von 15 Jahren die Sportart und ging zu dem gerade neu gegründeten American 
-Football-Team der Düsseldorf Panther. Eine Jugendmannschaft gab es zu dieser Zeit noch nicht. Zuerst spielte er dort als Tight End, bevor er 1979 auf die Runningback-Position wechselte. Er wurde 1983, 1984 und 1985 zum wertvollsten Spieler (MVP) des German Bowls gewählt. 1985 bis 1987 spielte er für die deutsche Nationalmannschaft. 1985 wurde er mit dieser Dritter der Europameisterschaften in Mailand. 1987 wurde er Vize-Europameister. Dabei gelang ihm in Finnland beim Eröffnungsspiel gegen den amtierenden Europameister Finnland direkt beim Kick-off ein spektakulärer 92-Yards-Kick-off-Return-Touchdown.
2004 wurde er in die Ruhmeshalle der Düsseldorf Panther aufgenommen. 2011 war er Gründungsmitglied der Alumni-Panther.  2013 wurde er auch in die deutsche Football-Hall-of-Fame gewählt.